# Legge di Malus
La legge di Malus, dal nome del fisico francese Étienne-Louis Malus
(pron. IPA: [maˈlys]) che la formulò, afferma che l'intensità luminosa di un raggio di luce che attraversa un filtro polarizzatore, il cui asse di polarizzazione forma un angolo {\displaystyle \theta _{i}} con il piano di vibrazione dell'onda luminosa, è dato dalla relazione
{\displaystyle I=I_{0}\cos ^{2}\theta _{i}}
dove
- {\displaystyle I} è l'intensità in uscita dal filtro
- {\displaystyle I_{0}} è l'intensità in entrata
- {\displaystyle \theta _{i}} è l'angolo tra l'asse di trasmissione e il piano di vibrazione del campo elettrico

La legge si ricava osservando che l'intensità dell'onda dipende dal quadrato dell'ampiezza che la caratterizza, nel caso dell'onda luminosa il campo elettrico E. Il filtro polarizzatore viene attraversato solo dalla componente del campo parallela all'asse di polarizzazione, che vale:
{\displaystyle E_{p}=E_{0}\cos \theta _{i}}
L'intensità dipende quindi dal quadrato del coseno dell'angolo {\displaystyle \theta _{i}}.
Nel caso di un raggio non polarizzato che attraversa un filtro polarizzatore, l'intensità in uscita è:
{\displaystyle I={\frac {1}{2}}I_{0}}
Infatti, poiché nel fascio non polarizzato il campo vibra in tutte le direzioni dello spazio, si può considerare nell'intensità finale il valore medio della funzione {\displaystyle \cos ^{2}\theta _{i}}, che è, appunto, {\displaystyle {\frac {1}{2}}}.